# Arizona State Route 97
Die Arizona State Route 97 (kurz AZ 97) ist eine State Route im US-Bundesstaat Arizona, der in Nord-Süd-Richtung verläuft.
Die State Route beginnt an der Arizona State Route 96 südöstlich von Bagdad sowie nordwestlich von Wickenburg und endet in den Santa Maria Mountains am U.S. Highway 93.